# Estudos latino-americanos
Estudos latino–americanos é o nome dado a cursos acadêmicos oferecidos em universidades que se dedicam à América Latina em todos seus fenômenos. O que em inglês é chamado comumente de Latin American Studies leva o nome de Latinoamericanística (do alemão Lateinamerikanistik) em países europeus, sobretudo os de cultura germânica. Os estudos latinoamericanos na Rússia têm uma vertente econômica. Os “Estudos latinoamericanos” nos Estados Unidos se organizam através da Latin American Studies Association (que se pensa como instituição global). Uma das revistas mais conhecidas é o Journal of Latin American Studies.

## História
A América Latina tem sido estudada de uma forma ou outra desde que Cristóvão Colombo “descobriu” o continente em 1492, e mesmo antes. Nos séculos XVIII e XIX, exploradores como o cientista Alexander von Humboldt publicaram extensivamente sobre a região. No final do século XIX e na virada do século XX, dentro da própria região, escritores como o cubano José Martí e José Enrique Rodó incentivaram a consciência da identidade regional. Mas o “latino-americanismo” enquanto conceito e disciplina acadêmica surge apenas no final do século XX, e principalmente na Europa e América do Norte.
Nos Estados Unidos, os Latin American Studies foi impulsionada pela lei 1958 que forneceu recursos financeiros para esse tipo de estudos.

## Instituições que oferecem “estudos latinoamericanos”
- Centro de Estudos Latinoamericanos e da Cooperação Internacional (CeALCI)[4]
- Instituto de Estudos latino-americanos da Universidade Federal de Santa Catarina